# 郭絍
郭絍（1445年—1518年），字仲端，號松崖，浙江台州府臨海縣人，軍籍，明朝政治人物。

## 生平
成化七年（1471年）辛卯科浙江鄉試第二十三名舉人。成化十七年（1481年）中式辛丑科會試第六名，三甲第五十一名進士。授江西宜春县知縣，調绩溪县知县，擢南京監察御史，弘治十三年（1500年），担任顺德府知府。累官山東布政司右參政，仍管順德府事。後調任安庆府知府。
临海康谷康二村有一座绣衣牌坊，牌坊上中匾刻有楷书“绣衣”二字，右首题职官名：浙江监察御史陈铨、台州知府陈相、同知陆琪、通判袁文纪、推官盛广。左首题款：临海知县毋恩、县丞王伦，明弘治辛酉年（1501年）夏三月吉旦、赐辛丑进士监察御史郭纴。

## 家族
曾祖郭本初；祖父郭士寧；父郭瑛，母何氏。严侍下。